# Pomerània (gos)

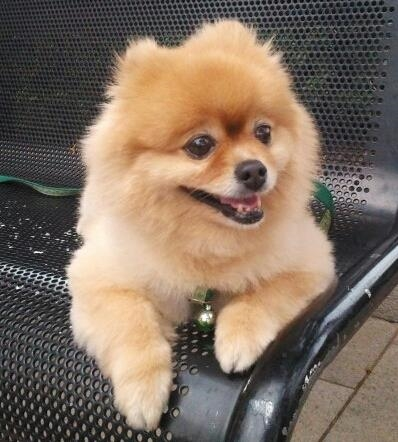
Pomerània

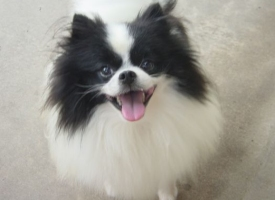
Pomerània

El pomerània (o spitz nan alemany, o lulú de Pomerània) és un gos de la família spitz, que rep el seu nom de la regió de Pomerània Central, a Alemanya Oriental, i es classifica com a gos joguina per les seves reduïdes dimensions.

## Història
Els avantpassats del Pomerània eren gossos de trineu a Islàndia i Lapònia, que van arribar a Europa per Pomerània. La regió de Pomerània, banyada al nord pel mar Bàltic i limitada a l'oest per l'illa de Rügen i a l'est pel riu Vístula, ha estat ocupada per molts pobles: celtes, eslavons, polonesos, suecs, danesos i prussians. El seu nom procedeix de Pomore o Pommern, la qual cosa significa "al costat del mar", i li va ser donat en temps de Carlemany. És a Pomerània on el spitz va guanyar fama com a mascota i gos de treball.
Els criadors canins van millorar el pelatge i van adaptar al gos a la vida urbana, però els Pomerània encara pesaven més de 10 kg en arribar a Anglaterra. S'atribueix als criadors la reducció de talla de l'animal i el desenvolupament de la seva varietat de colors, seguint mètodes de prova i error i aplicant les teories genètiques de Gregor Mendel. El Pomerània actual és petit a causa de la criança selectiva, però conserva la robustesa i el pelatge típics dels gossos de climes freds. Va ser la reina Carlota d'Anglaterra que va introduir al Pomerània entre la noblesa del seu país, però el Pomerània només va aconseguir fama internacional quan la seva neta Victòria va tornar d'unes vacances a Florència, Itàlia, amb un Pomerània anomenat Marco.
Val a dir que el Pomerània com a raça moderna no va existir fins al segle xix. Els gossos de les reines Carlota i Victòria eren molt més grossos, probablement un spitz alemany i un spitz volpino. El mateix pot dir-se d'altres propietaris històrics de pomeranis anteriors al segle XIX).
No obstant això aquesta postulació pot ser discutida, ja que en la pintura del segle xv de l'autor Jan Van Eyck, titulada "El matrimoni Arnolfini" hi ha un gos amb les mateixes característiques del Pomerània.
Els parents més propers del Pomerània són el caçador d'alcis noruec, el samoyedo, el schipperke i tota la família dels Spitz.
Segons consta en documents oficials, en l'enfonsament del Titànic, en el matí del 15 de gener de 1912, solament 3 gossos van aconseguir ser rescatats, i 2 d'ells de raça Pomerània. Es coneix que un d'ells es deia "Lady", i era propietat de Margaret Hays, qui també va salvar la seva vida.

## Aspecte
El Pomerània és un gos quadrat i ben proporcionat. Té un cap semblant a la de la guineu, els ulls ametllats i unes orelles triangulars alçades. El seu musell és fi però no puntegut. Porta la cua implantada alta i enroscada de banda per sobre de l'esquena. Té el pèl curt i estret a la cara, la part davantera de les potes, les orelles i els peus. A la resta del cos és llarg i abundant. Pot ser de color negre, marró, blanc, taronja, gris llop i d'altres colors.
Segons la Federació Cinològica Internacional es classifica dins els gossos de la raça Spitz alemanya.

## Temperament i caràcter
El pomerània té un caràcter curiós, dòcil, valerós i atrevit. És un gos segur de si mateix que es mostra distant amb els estranys però tendre i tranquil amb els seus amos. És molt juganer i li agrada córrer. Posseeix una gran intel·ligència i necessita que se l'estimuli intel·lectualment.

## Salut
El Pomerània és un gos de salut forta, amb una esperança de vida d'uns 12 a 14 anys i poques vegades cau malalt. Malgrat això, pot sofrir els problemes comuns que afecten a les races tan petites com són la luxació de ròtula, crani obert, baix nivell de sucre en sang i criptorquídia.

## Cures
Malgrat ser un gos pelut, el Pomerània no requereix una cura de pèl excessiu, n'hi ha prou amb raspallar-ho dues o tres vegades per setmana.
Li encanta caminar i per mantenir-ho content és necessari treure'l a passejar diàriament.
És recomanable controlar-li els lladrucs des que el gos és cadell.